# 森口幸雄
森口 幸雄（もりぐち ゆきお、1926年（大正15年） - ）は日本の医師。ブラジル南部の南大河州カトリック大学医学部教授、同大学の老年医学研究所所長を務め、中南米において、その分野の権威である。

## 略歴
大正15年、熊本県出身の歯科医師だった父・森口時雄と母・銚の長男として東京都台東区上野に生まれる。両親とも実家は資産家であった。戦時中は海軍の士官学生であった。昭和23年（1948年）、慶應義塾大学医学部卒。国際聖母病院、桜町病院で勤務し、1953年にミラノ大学へ3年間留学。帰国後、清泉女子大学教授に就任。1957年、細江静男医師の三女・カオルと結婚。
1971年、ブラジル南部の南大河州カトリック大学に教授として招かれ2年間勤務。1975年、同カトリック大学に老年医学研究所が設置された際、再度招かれた。以後、老年医学の研究と後進の育成がライフワークとなった。また、ブラジルへ渡って間もない1970年から2007年までの37年間、南日伯援護協会のブラジル南部2州（南大河州、サンタカタリーナ州）の巡回診療事業にも参加し、ブラジル日系社会にも貢献している。長男の森口秀幸も医学博士であり、同じくブラジル南部の巡回診療に参加している。1983年に南大河州カトリック大学に創設された日本文化研究所の所長を27年間務めた。
数々の功績を認められ、国際協力事業団総裁賞、外務大臣賞、読売新聞医療功労賞、そしてブラジルにおいては南大河名誉州民、カトリック大学功労賞、ブラジル老年医学会功労賞を受賞している。